# Edward Herrera
Edward Herrera (Pietà, 14 luglio 1986) è un ex calciatore maltese, di ruolo difensore.

## Caratteristiche tecniche
È un difensore centrale.

## Statistiche

### Presenze e reti nei club
| Stagione              | Squadra               | Campionato            | Campionato | Campionato | Coppe nazionali | Coppe nazionali | Coppe nazionali | Coppe internazionali | Coppe internazionali | Coppe internazionali | Altre coppe | Altre coppe | Altre coppe | Totale | Totale |
| Stagione              | Squadra               | Comp                  | Pres       | Reti       | Comp            | Pres            | Reti            | Comp                 | Pres                 | Reti                 | Comp        | Pres        | Reti        | Pres   | Reti   |
| --------------------- | --------------------- | --------------------- | ---------- | ---------- | --------------- | --------------- | --------------- | -------------------- | -------------------- | -------------------- | ----------- | ----------- | ----------- | ------ | ------ |
| 2006-2007             | Pietà                 | PL                    | 18         | 0          | CM              | ?               | ?               | -                    | -                    | -                    | -           | -           | -           | 18     | 0      |
| 2007-2008             | Pietà                 | PL                    | 20         | 5          | CM              | ?               | ?               | -                    | -                    | -                    | -           | -           | -           | 20     | 5      |
| Totale Pietà Horspurs | Totale Pietà Horspurs | Totale Pietà Horspurs | 38         | 5          |                 | ?               | ?               |                      | -                    | -                    |             | -           | -           | 38     | 5      |
| 2008-2009             | Hibernians            | PL                    | 28         | 1          | CM              | ?               | ?               |                      |                      |                      | SM          | 0           | 0           | 28     | 1      |
| 2009-2010             | Hibernians            | PL                    | 26         | 3          | CM              | ?               | ?               | UCL                  | 2                    | 0                    | -           | -           | -           | 28     | 3      |
| 2010-2011             | Hibernians            | PL                    | 24         | 6          | CM              | 3               | 0               | -                    | -                    | -                    | -           | -           | -           | 27     | 6      |
| 2011-2012             | Hibernians            | PL                    | 31         | 4          | CM              | 3               | 0               | -                    | -                    | -                    | -           | -           | -           | 34     | 4      |
| 2012-2013             | Hibernians            | PL                    | 0          | 0          | CM              | 0               | 0               | UEL                  | 2                    | 0                    | -           | -           | -           | 2      | 0      |
| Totale Hibernians     | Totale Hibernians     | Totale Hibernians     | 109        | 14         |                 | 6               | 0               |                      | 4                    | 0                    |             | 0           | 0           | 119    | 14     |
| Totale carriera       | Totale carriera       | Totale carriera       | 147        | 19         |                 | 6               | 0               |                      | 4                    | 0                    |             | 0           | 0           | 157    | 19     |

### Cronologia presenze e reti in Nazionale
| Cronologia completa delle presenze e delle reti in nazionale ― Malta | Cronologia completa delle presenze e delle reti in nazionale ― Malta | Cronologia completa delle presenze e delle reti in nazionale ― Malta | Cronologia completa delle presenze e delle reti in nazionale ― Malta | Cronologia completa delle presenze e delle reti in nazionale ― Malta | Cronologia completa delle presenze e delle reti in nazionale ― Malta | Cronologia completa delle presenze e delle reti in nazionale ― Malta | Cronologia completa delle presenze e delle reti in nazionale ― Malta |
| Data                                                                 | Città                                                                | In casa                                                              | Risultato                                                            | Ospiti                                                               | Competizione                                                         | Reti                                                                 | Note                                                                 |
| -------------------------------------------------------------------- | -------------------------------------------------------------------- | -------------------------------------------------------------------- | -------------------------------------------------------------------- | -------------------------------------------------------------------- | -------------------------------------------------------------------- | -------------------------------------------------------------------- | -------------------------------------------------------------------- |
| 18-11-2009                                                           | Paola                                                                | Malta                                                                | 1 – 4                                                                | Bulgaria                                                             | Amichevole                                                           | -                                                                    | 57’                                                                  |
| 11-8-2010                                                            | Ta' Qali                                                             | Malta                                                                | 1 – 1                                                                | Macedonia                                                            | Amichevole                                                           | -                                                                    |                                                                      |
| 2-9-2010                                                             | Ramat Gan                                                            | Israele                                                              | 3 – 1                                                                | Malta                                                                | Qual. Euro 2012                                                      | -                                                                    | 80’                                                                  |
| 11-10-2011                                                           | Ta' Qali                                                             | Malta                                                                | 0 – 2                                                                | Israele                                                              | Qual. Euro 2012                                                      | -                                                                    | 64’                                                                  |
| 11-9-2012                                                            | Modena                                                               | Italia                                                               | 2 – 0                                                                | Malta                                                                | Qual. Mondiali 2014                                                  | -                                                                    |                                                                      |
| 12-10-2012                                                           | Plzeň                                                                | Rep. Ceca                                                            | 3 – 1                                                                | Malta                                                                | Qual. Mondiali 2014                                                  | -                                                                    |                                                                      |
| 14-11-2012                                                           | Vaduz                                                                | Liechtenstein                                                        | 0 – 1                                                                | Malta                                                                | Amichevole                                                           | -                                                                    |                                                                      |
| 6-2-2013                                                             | Ta' Qali                                                             | Malta                                                                | 0 – 0                                                                | Irlanda del Nord                                                     | Amichevole                                                           | -                                                                    |                                                                      |
| 22-3-2013                                                            | Sofia                                                                | Bulgaria                                                             | 6 – 0                                                                | Malta                                                                | Qual. Mondiali 2014                                                  | -                                                                    |                                                                      |
| 26-3-2013                                                            | Ta' Qali                                                             | Malta                                                                | 0 – 2                                                                | Italia                                                               | Qual. Mondiali 2014                                                  | -                                                                    |                                                                      |
| 7-6-2013                                                             | Erevan                                                               | Armenia                                                              | 0 – 1                                                                | Malta                                                                | Qual. Mondiali 2014                                                  | -                                                                    |                                                                      |
| 14-8-2013                                                            | Baku                                                                 | Azerbaigian                                                          | 3 – 0                                                                | Malta                                                                | Amichevole                                                           | -                                                                    | 62’                                                                  |
| 6-9-2013                                                             | Ta' Qali                                                             | Malta                                                                | 1 – 2                                                                | Danimarca                                                            | Qual. Mondiali 2014                                                  | -                                                                    | 89’                                                                  |
| 10-9-2013                                                            | Ta' Qali                                                             | Malta                                                                | 1 – 2                                                                | Bulgaria                                                             | Qual. Mondiali 2014                                                  | 1                                                                    |                                                                      |
| 15-10-2013                                                           | Copenaghen                                                           | Danimarca                                                            | 6 – 0                                                                | Malta                                                                | Qual. Mondiali 2014                                                  | -                                                                    | 82’                                                                  |
| 5-3-2014                                                             | Durazzo                                                              | Albania                                                              | 2 – 0                                                                | Malta                                                                | Amichevole                                                           | -                                                                    | 90+1’                                                                |
| 4-9-2014                                                             | Žilina                                                               | Slovacchia                                                           | 1 – 0                                                                | Malta                                                                | Amichevole                                                           | -                                                                    | 82’                                                                  |
| 8-6-2015                                                             | Ta' Qali                                                             | Malta                                                                | 2 – 0                                                                | Lituania                                                             | Amichevole                                                           | -                                                                    | 56’                                                                  |
| 12-6-2015                                                            | Ta' Qali                                                             | Malta                                                                | 0 – 1                                                                | Bulgaria                                                             | Qual. Euro 2016                                                      | -                                                                    | 63’                                                                  |
| Totale                                                               |                                                                      | Presenze                                                             | 19                                                                   |                                                                      | Reti                                                                 | 1                                                                    |                                                                      |

## Palmarès

### Club

#### Competizioni nazionali
- Campionato maltese: 1

Hibernians: 2008-2009
- Coppa di Malta: 1

Hibernians: 2011-2012